# Leucania languida
Leucania languida là một loài bướm đêm trong họ Noctuidae.